# روان

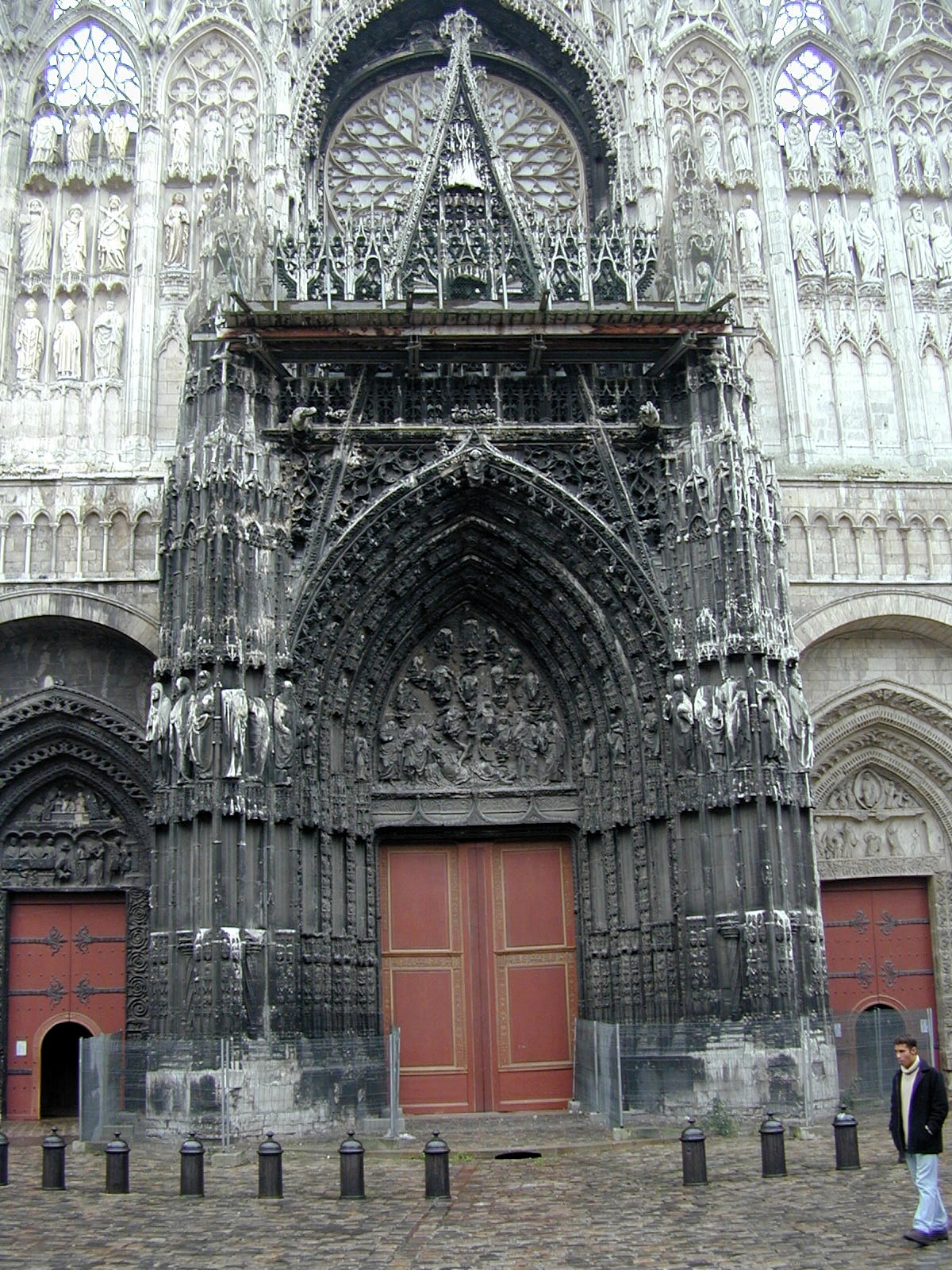
بوابة كاتدرائية روان

روان (بالفرنسية: Rouen) هي مدينة وبلدية فرنسية تابعة لإقليم  السين البحرية بمنطقة نورماندي بشمال غرب فرنسا. يبلغ عدد سكانها 106,592 نسمة (إحصاءات 1999). كانت العاصمة التاريخية للنورماندي.
هي عاصمة مقاطعة مصب السين Seine-Maritime.

## جُغرافيا

### الموقع
ازدهرت المدينة في العصور الوسطى ونشأت فيها برجوازية تجارية ناشطة.
في القرن الثامن عشر بدأت المدينة تستقطب المصانع الأولى. وتواصل نموها أثناء القرن التاسع عشر وأصبحت مركزًا صناعيًّا مرموقًا (نسيج - حديد - كيميا) بفضل مرفإها.
عانت المدينت كثيرًا من الحرب العالمية الثانية ومن قصف الحلفاء حين كان النازية يحتلون المدينة.
بعد الحرب عادت روان إلى شيء من النشاط وإلا أن أزمة الصناعة أصابتها بقوة.
لا يزال مرفأها يحتل المرتبة الخامسة في أوروبا (الأولى لنقل الحبوب).

### الديمغرافيا
يقدّر عدد سكان المدينة بـ 114000 (عام 2007). وإذا احتسبت الضواحي بلغ التعداد 518000 ساكن.

### المناخ
- معدّل الحرارة سنويًا: بين 10 و20 مئوية
- جليد: 51 يومًا سنويًا
- شمس: 1630 ساعة سنوية
- ضباب: 85 يومًا سنويًا
- تساقط المطر: ما يين 700 و1000 مم سنوي.

## تاريخ

### العصران السلتي والروماني
كانت روان (المسماة آنذاك رطوماغش - Rotomagus)عاصمة قبيلة الفيليوكاس (Véliocasses) الكلتية الذين كانت أراضيهم تمتد على شمال مجرى السين.
أما تأسيس المدينة على الضفة الشمالية من السين فكان تحت ولاية أغسطس قيصر.
وكانت روتوماغوس ثاني أكبر مدينة في الغال بعد لغدونوم (ليون حاليًا).
بلغت المدينة أوجها في القرن الثالث للميلاد. بعدذاك ابتدأت عصر الغزوات الجرمانية.
في تلك الفترة أيضًا بنيت الكاتدرائية الأولى.

### القرون الوسطى
انطلاقًا من 841 يبدأ الفايكنج يشنّون غارات على مدن وادي السين بما فيها روان. توالت هذه الغارات إلى أن يقرّ ملك فرنسا بعجزه عن الدفاع عن المنطقة ويمنحها لـ«رجال الشمال» (النورمان - Normands) أي الفايكنج تحت اسم دوقية نورمادي سنة 911. واختيرت روان عاصمة للدوقية الجديدة.
في 1200، بدأت إعادة بناء كاتدرائية بعد حريق.استمرّت العملية عدة قرون.
في 1204 يضمّ الملك فيليب أوغست دوقية نورماندي إلى مملكة فرنسا.
في 1306 يقرر الملك فيليب الرابع إقصاء يهود روان أي ما بين 5000 و6000 نسمة تقريبًا.
يصيب الموت الأسود مدينة روان في يوليو 1348.
وبعد اندلاع حرب المائة عام استولى الإنكليز على المدية في 19 يناير 1419.
في الثلاثين من مايو 1431 حرق الإنكليز جان دارك في روان على ساحة السوق القديمة.

### النهضة
عرفت روان في تلك الفترة ازدهارًا ديمفرافيًا (وأصبحا ثاني أكبر مدينة بفرنسا بعد باريس) واقتصاديًا (بفضل الحياكة والتجارة خاصة مع البرازيل في أوائل القرن السادس عشر) وثقافيًا (توجد 10 مطابع في المدينة سنة 1500)

### الفترة المعاصرة
إثر الثورة الفرنسية أصبحت روان عاصمة مقاطعة السين السفلى (مصب السين حاليًا) سنة 1790.
احتلّ الجيش البروسي روان أثناء الحرب مع فرنسا سنة 1870.
واحتل الجيش الألماني المدينة مرة أخرى أثناء الحرب العالمية الثانية من 9 يونيو 1940 إلى 15 أغسطس 1944. وشهدت المدينة قصفًا عنيفًا من الحلفاء يستهدف الجسور على نهر السين ومحطة «سوتفيل لي روان» في الضاحية الجنوبية.

## معالم

### كاتردائية نوتر دام
يبلغ ارتفاع أطول أبراجها 171 مترًا.

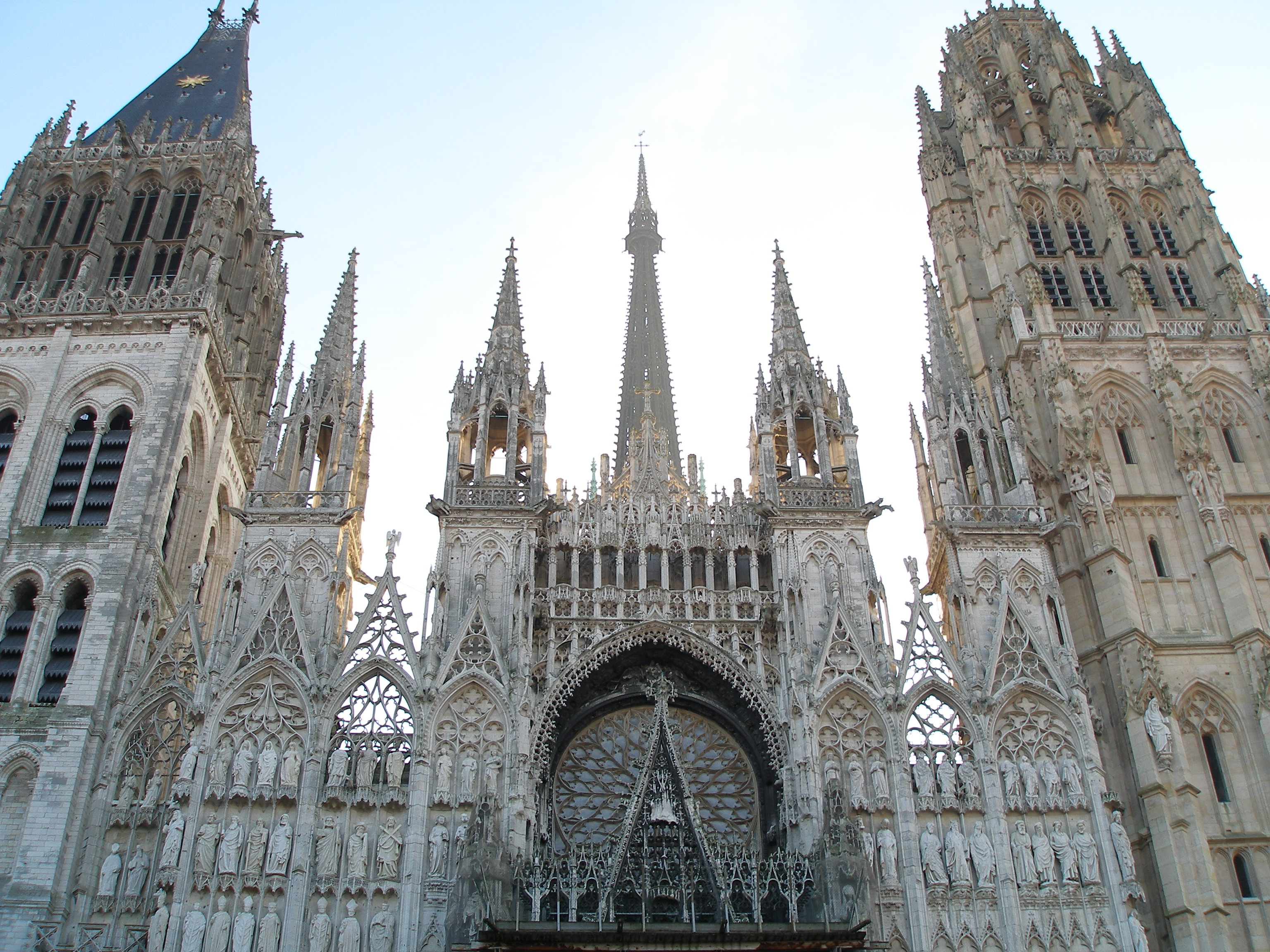
كاتدرائية روان

فيها دفن رولو قائد الفياكنج الذي أسس دوقية نورماندي وقَلْب ريتشارد الأول من إنكلترا.
رسم كلود مونيه عدة ألواح منها.

### دير سان وان

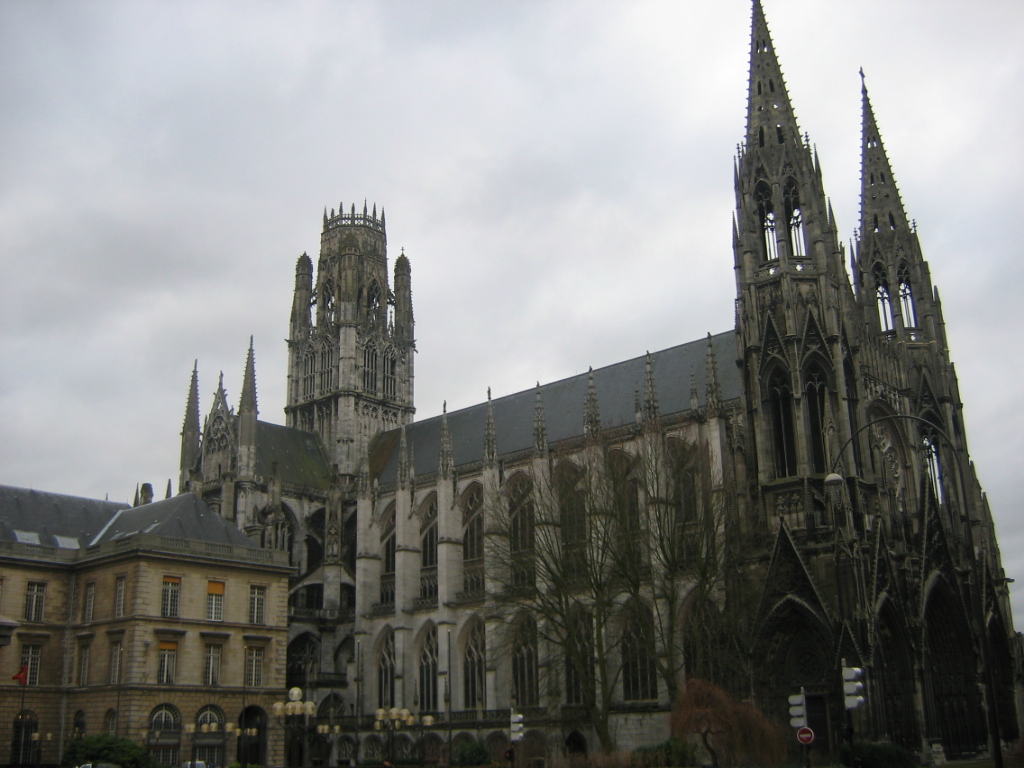
دير سان وان

### الساعة الكبيرة

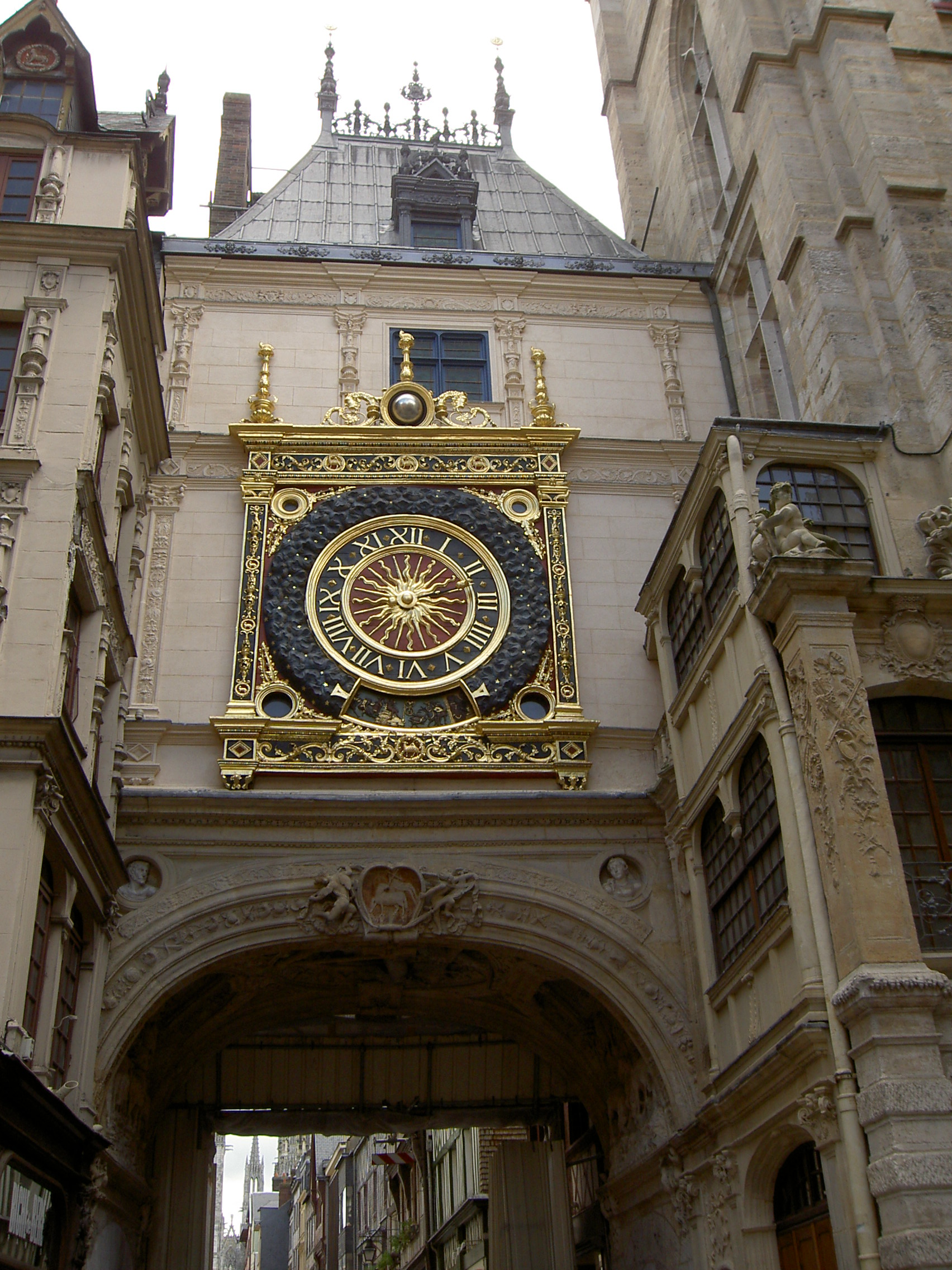
الساعة الكبيرة

### قصر العدالة

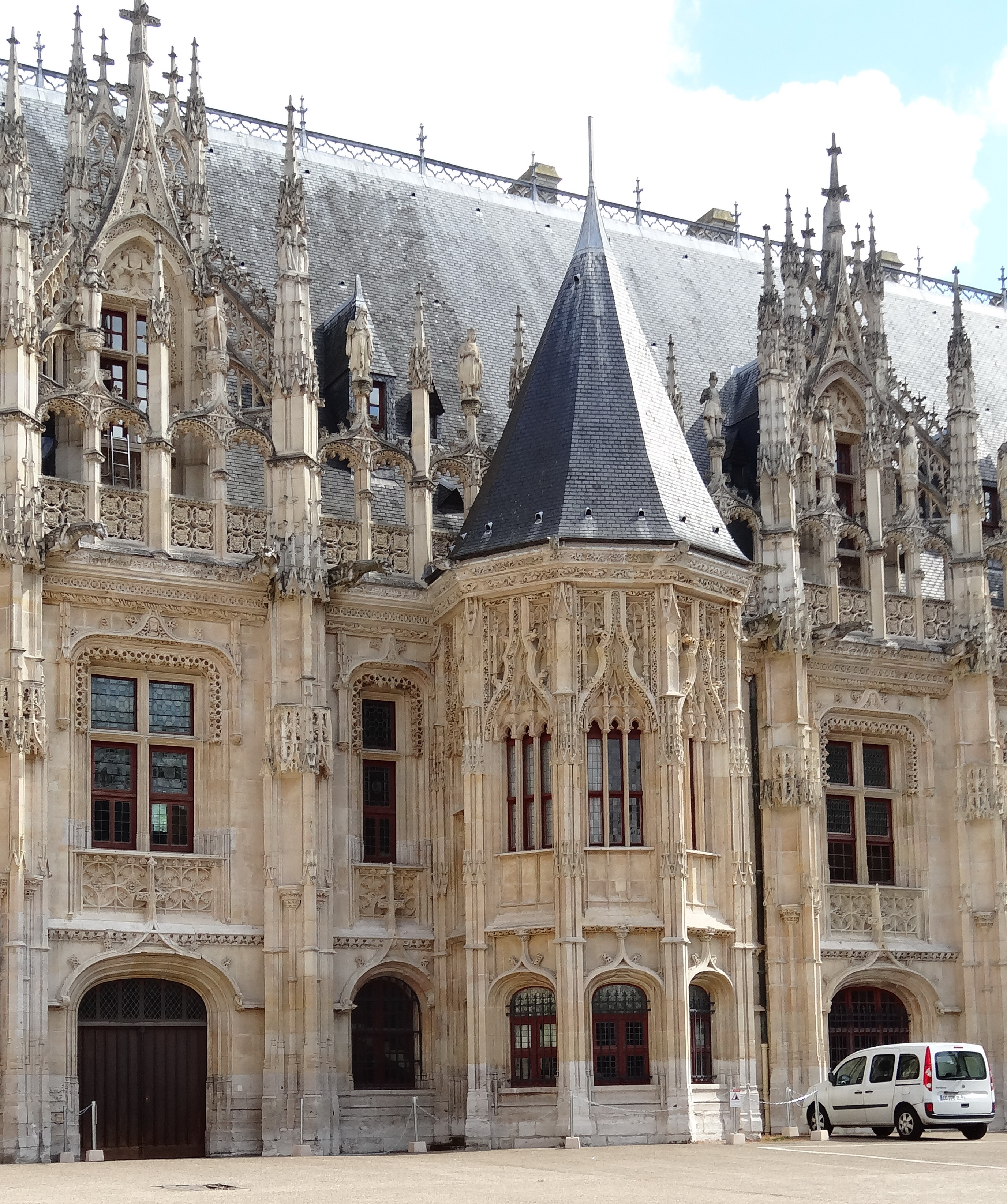
قصر العدالة (برلمان نورماندي سابقًا)